# Пајенчно
Пајенчно (пољ. Pajęczno) град је у Пољској у Војводству лођском. По подацима из 2012. године број становника у месту је био 6817.

## Становништво
| 2012. |
| ----- |
| 6.817 |